# Брун, Эске
Эске Брун (дат. Eske Brun; 25 мая 1904, Ольборг — 11 октября 1987, Ольборг) — датский чиновник в администрации Гренландии в период с 1932 по 1964 год.

### Предыстория и образование
Эске Брун родился в Ольборге (Дания). Его отец умер, когда ему было 15 лет, и семья переехала в Ордруп (к северу от Копенгагена). Окончил гимназию Ордрупа в 1922 году и Копенгагенский университет в 1929 году, где изучал юриспруденцию.

#### Семья
Эске Брун сын политика Чарльза Бруна (1866—1919) и его жены Ригмора Хансена (1875—1948). Прапрадедами Еске Бруна были Константин Брун и Фридерика Брун. В 1937 году женился в Копенгагене на Ингрид Винкель (1911—2011), дочери Адольфа Винкеля (1875—1915). От брака родились трое детей Йохан Константин (род.1938), Кристиан (род. 1940) и Ида (род. 1942).

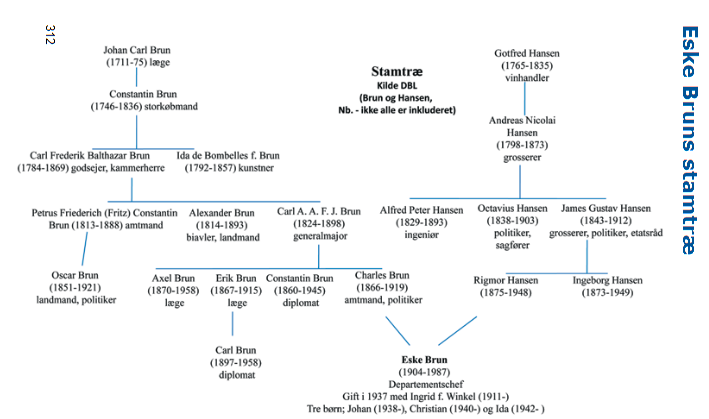
Семейное дерево Эске Бруна

### Гренландия

#### До Второй Мировой Войны
В 1932 году, в возрасте 28 лет, он был нанят в качестве исполняющего обязанности губернатора Северной Гренландии. В 1934 году стал секретарем в администрации Гренландии. В 1939 году он стал преемником Филиппа Розендаля в качестве губернатора Северной Гренландии.

#### Во время Второй Мировой войны
Началась Вторая мировая война, Эске Брун и его коллега Аксель Сване взяли на себя административную ответственность за Гренландию, после оккупации нацистской Германией Дании. После капитуляции метрополии, сидя у радиопрёмника он, обхватив руками голову, стонал: «Позор. Какой позор!»
В соответствии с законом об управлении Гренландии 1925 года губернатор имел право управлять Гренландией независимо от Дании в случае чрезвычайной ситуации. Брун и сказал, что он считает ситуацию достойной сожаления и покончит с ней при первой же возможности.
В Копенгагене, узнав о «гренландском перевороте», пришли в ужас. В административный центр Гренландии г. Готхоб прибыл сотрудник посольства нейтральной Португалии с письменным приказом датского правительства обоим губернаторам передать власть в колонии представителям Германии. Брун проигнорировал визит португальца.
В 1940 году Брун также снял запрет на торговлю гренландцами с другими странами, кроме Дании.
9 июля 1941 года Эске Брун, губернатор Северной Гренландии, прибывает в Нью-Йорк для переговоров по торговому соглашению с Соединёнными Штатами.
В сентябре того же года губернатор Брун объявляет о заключении соглашения о торговле гренландскими продуктами на сумму 1 000 000 долларов для американских поставок.
Брун и его Южно-гренландский коллега Аксель Сване начали осуществлять снабжение страны через США с помощью Grønlands landsråd (Национального совета Гренландии), через датского посла в Вашингтоне — Хенрика Кауфмана. С 1941 года и до конца войны Аксель Сване оставался в Соединённых Штатах, чтобы организовывать снабжение, а Эске Брун переехал из Кекертарсуака в Нуук и также взял на себя административную ответственность в качестве Национального судебного пристава в Южной Гренландии. Управление было централизовано в Нууке. Это означало, что Гренландия впервые с 1731 года находилась под управлением одного человека. Положение в Гренландии за это время осложнилось. Гренландия, с одной стороны, была колонией оккупированной страны, к тому же с населением, которое не стремилось ни к чему, кроме независимости.
В 1941 году Соединённые Штаты вынудили Бруна и Сване заключить оборонительное соглашение, по которому в Гренландии были построены многочисленные военные базы.

Также Эске Брун создал так называемый «Санный патруль» — вооружённое подразделение для борьбы с предполагаемыми немецкими метостанциями.
Американский офицер был непреклонен: «Поймите, мы не можем контролировать 1600 миль безлюдного восточного побережья!»
«Ну, что ж, — ответил Эске Брун, — тогда это будем делать мы».
Паульсен срочно отправил радиограмму в Готхоб: «Немцы в Гренландии на острове Сабин». Скоро пришла ответная радиограмма: отныне патруль — Вооружённые силы Гренландии, Паульсену присвоено звание капитана, его заместитель — лейтенант, все остальные — капралы. Радиограммой Брун юридически выводил патрульных из категории партизан и давал им шанс претендовать на статус военнопленных в случае плена. Это единственное, чем мог Брун помочь находящимся в тысячах км. от него Паульсену и его людям.

#### После Второй Мировой войны
С окончанием войны американская оккупация закончилась. Брун был отозван и вернулся в Копенгаген, чтобы быть предъявленным к обвинению обвинение в государственной измене в связи с созданием вооруженных сил без разрешения. Эти обвинения были предъявлены и почти сразу же сняты, и Брун позже стал лидером Гренландии, теперь самоуправляющейся единицы внутри Дании.
Его пост занял Карл Фредрик Симони. В 1947 году Эске Брун был назначен вице-президентом Правительства Гренландии, поскольку его ценили за его знания и оперативность в трудное военное время. Брун был движущей силой модернизации Гренландского общества после Второй Мировой Войны. В январе 1949 года он сменил Кнуда Олдендова, ушедшего в отставку, на посту президента Гренландии. В следующем году произошла административная реформа, и административная юрисдикция Гренландии перешла к датскому государству. С этого момента Брун стал начальником управления торговли и поэтому имел большую долю в переустройстве политики Гренландии. Работал над сокращением разрыва в оплате труда между датскими и гренландскими должностными лицами. В 1964 году подал в отставку, когда Гренландский комитет 1960 года отказался.

С 1949 года был вице-председателем гренландской научной комиссии, с 1964 года — её председателем. Кроме того, с 1954 по 1975 год он был членом Арктического института и стипендиатом Арктического института Северной Америки. В 1965 году он был назначен почетным членом гренландского общества.

### Награды и почётные звания
Эске Брун стал рыцарем ордена Даннеброгора в 1947 году. В 1950 году был награждён орденом Данеброг. В 1955 году он стал командиром 2 класса, а в 1963 году Великим Офицером. Кроме того, он был награждён норвержским орденом Святого Олафа.

### Из книги Зиновия Каневского «Цена прогноза»:[8]
"Данию взял под свое «покровительство» всесильный фашистский рейх. Король Христиан и его подданные вынуждены были подчиниться диктату.
В число королевских подданных входили и двадцать две тысячи жителей датской Гренландии, белых и эскимосов. Двадцать две тысячи гренландцев во главе с губернатором Гренландии, властным и упрямым Эске Бруном.
Губернатор не желал подчиняться фюреру. Если бы он мог объявить Гитлеру войну, то сделал бы это тогда же, в апреле 1940 года. Служебное положение не давало Эске Бруну права объявлять войны, но создать армию он был в силах. И создал её, датско-гренландскую армию во главе с генералом по имени Эске Брун! В этой армии, кроме генерала, был один капитан, один лейтенант и целых пять капралов! В ней не было лишь солдат, ибо эскимосы — не солдаты, они освобождены от воинской повинности, и на то есть веские причины.
Вековое общение гренландских эскимосов с медведями привело к простой формулировке: здесь, среди безжизненных суровых гор и льдов, человек человеку — друг, хищный зверь человеку — враг. Само сочетание слов «человек — враг» прозвучало бы для ушей эскимоса столь же дико, как и «медведь друг»! Вот почему, когда весной 1940 года эскимосы услышали о человеке враге, они пришли в неподдельное смятение.
Неужели же могут существовать на свете двуногие враги, целые государства людей-врагов? А если эти враги появятся здесь, значит, с ними придется бороться? Стрелять в них? Стрелять в ЛЮДЕЙ? — Нет, на это эскимосы не пойдут. Да и можно ли принимать на веру рассказы белых о том, будто далеко за морем сейчас идет битва между людьми, горят дома, плачут израненные, осиротевшие дети? Дети, величайшая радость жизни, смысл её, её суть! Нет, в ТАКОМ деле эскимосы не участники.
Так генерал Эске Брун, верховный главнокомандующий вооруженными силами Гренландии, остался без армии.
Губернатор жил и «главнокомандовал» в гренландской столице Готхоб (Нуук), на западном берегу острова. Восточный берег оставался почти безлюдным. Подступы к нему с моря постоянно блокированы дрейфующими льдами. Так и получилось, что все население восточного берега сосредоточилось в основном в двух пунктах Ангмагссалике и Скорсбисунне. Все остальное пространство — безлюдная арктическая пустыня. Туда-то и направил Эске Брун свою армию.
Эта семерка датчан, носивших отныне офицерские и сержантские звания, испытанные полярные охотники, каждый из которых провел в Гренландии не одну зиму, великолепно знал её природу, её людей.
Полномочным командиром на восточном берегу стал тридцатидвухлетний Ив Паульсен, в прошлом — скромный продавец из Копенгагена, переквалифицировавшийся в полярного охотника. Кроме него службу на восточном берегу несли Мариус Иенсен, Курт Ольсен, Петер Нильсен, Эли Кнудсен, Карлос Зибель и Хенри Руди. Шесть датчан и один норвежец.
Впрочем, ещё не совсем понятно — как, с кем, где они будут воевать? Зачем было вообще Эске Бруну готовиться к обороне своего острова? Кого интересуют эти голые ледяные берега? И однако губернатор Гренландии ни минуты не сомневался в том, что очень и очень скоро в его владениях появятся враги.
Гитлеровцев все время преследовали «метеонеудачи». Их метеокорабли один за другим погибали в Северной Атлантике. Автоматические радиометеостанции выходили из строя. Полеты специальных самолётов ни в коей мере не восполняли пробелов на синоптической карте, перехват чужих метеосводок оказался делом ненадежным. Нужно было придумывать нечто иное.
Самым главным магнитом, алчных «метеорологических» интересов на протяжении всей войны для гитлеровцев оставалась Гренландия -гренландские циклоны и антициклоны играют ведущую роль в формировании погоды.
В Гренландии действовало несколько прибрежных метеорологических станций, из них пять — на восточном берегу. С началом второй мировой войны все они стали работать исключительно на союзников, чьи ближайшие базы находились в Исландии. Уже летом 1940 года четверо предателей-датчан сделали попытку тайно высадиться с радиометеорологической аппаратурой на восточном побережье, севернее Скорсбисунна, чтобы начать снабжать гитлеровцев сводками погоды, но английская канонерка «Фритьоф Нансен» перехватила диверсантов. С тех пор не проходило нескольких месяцев, чтобы гитлеровцы не предприняли попытки обосноваться на гренландском берегу. Даже в последний год войны, гитлеровские синоптики разработали план высадки в центре Гренландии, на ледниковом щите, на высоте 1500 метров над уровнем моря!
Вот почему Эске Брун ни минуты не сомневался в том, что рано или поздно в Гренландию придёт враг.
…Эске Брун отдал распоряжение своей «армии»: «Если обнаружите немцев — не подвергайте себя напрасному риску и стреляйте первыми». Этот парень-датчанин слишком разоткровенничался в своём дневнике.

## Могила Эске Бруна

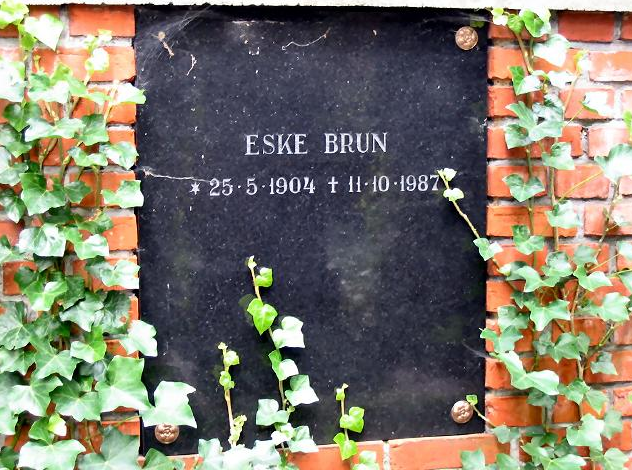
Могила Эске Бруна